# Palais de justice des Samoa américaines
Le palais de justice des Samoa américaines, anciennement bâtiment administratif de la marine no 21, est un bâtiment historique situé à Fagatogo, dans les Samoa américaines. Le bâtiment est l'un des plus anciens des îles samoannes-américaines, ayant survécu aux typhons et autres dangers et a été ajouté au Registre national des lieux historiques en 1974.

## Historique
Achevé en 1904, le palais de justice des Samoa américaines a abrité les bureaux de la marine américaine qui a administré l'île de Tutuila (Samoa américaines) depuis sa construction jusqu'en 1952 ainsi que les conseils consultatifs (ou fono) des dirigeants autochtones de l'île.

## Description
Le palais de justice des Samoa américaines est un bâtiment à ossature de bois sur deux étages monté sur des piliers en béton, avec une véranda à deux étages sur trois côtés. Une voûte en béton est située à l'arrière du bâtiment.